# دونالد إس. هارينجتون
دونالد إس. هارينجتون (بالإنجليزية: Donald S. Harrington)‏ هو سياسي أمريكي، ولد في 11 يوليو 1914 في الولايات المتحدة، وتوفي في 16 سبتمبر 2005 في رومانيا. حزبياً، نشط في الحزب الاشتراكي الأمريكي.